# Banchus tholus
Banchus tholus là một loài tò vò trong họ Ichneumonidae.